# Blubberella
Blubberella è un film tedesco del 2011 diretto da Uwe Boll.
È una parodia di BloodRayne: The Third Reich dello stesso regista.

## Trama
Racconta di un'obesa vigilante che uccide le sue vittime in corsetti strettissimi e li giustizia con due affilate lame che si ritrova al posto delle mani.